# سامر المجالي
سامر المجالي هو رجل أعمال أردني. كان الرئيس التنفيذي لشركة طيران الخليج من عام 2009 حتى إعلان استقالته في 2 كانون الأول 2012. وبقي في المنصب حتى 31 كانون الأول 2012. وحالياً يشغل المجالي منصب الرئيس التنفيذي لشركة طيران السعودية الخليجية.

## سيرة شخصية
كما شغل المجالي منصب الرئيس التنفيذي لخطوط طيران الملكية الأردنية من 2002-2009، وكان له الفضل في تحويل الشركة إلى واحدة من أنجح الشركات في المنطقة. فقد سجلت شركة الطيران، تحت إدارته، أول صافي أرباح لها على الإطلاق. بعد إدارته الناجحة لشركة الملكية الأردنية، أقنعته حكومة البحرين بتولي منصب الرئيس التنفيذي لطيران الخليج في عام 2009. وقد بدأت مسيرته المهنية في عام 1979.
التحق بمدرسة دين كلوز وجامعة كرانفايلد في إنجلترا.

## روابط خارجية
- A biography of Samer Majali (archived) Global Travel Tourism
- "Interview with CEO Gulf Air Samer Majali". Travel Trade Gazette Middle East & North Africa. 30 نوفمبر 2012. مؤرشف من الأصل في 2014-03-13. اطلع عليه بتاريخ 2014-03-13.
- "Samer Majali: Executive Profile & Biography". بلومبيرغ بيزنس ويك. مؤرشف من الأصل في 2020-07-07.